# قوبيات
القُوْبِيَّات (الاسم العلمي: Cobaeoideae)، فُصيلة نباتات عارشة معمرة من فصيلة البولامونية. موطنها ولاية باها كاليفورنيا والأجزاء الاستوائية من الأمريكتين.